# Andrea Torre
Andrea Torre Hütt  (San Salvador, 6 de julio de 1979) es una actriz, productora y artista mexicana de origen salvadoreña, conocida por su personaje de la Nena en la serie de comedia Una familia de diez.

## Biografía
Cuando su familia llega a México, ella inicia su trayectoria en la televisión conduciendo el programa Ciber Kids, que se transmitía a través del canal infantil Discovery Kids, en el que realizaba entrevistas a personalidades de distintos ámbitos y reportajes en donde se abordaban temas que fueran interesantes para los pequeños de la casa. 
Posteriormente participó en DKDA: Sueños de juventud en donde daba vida al personaje de Laura, que anteriormente interpretaba la cantante Litzy, que tuvo que salir de la producción por motivos de salud.
En 2003 formó parte del elenco de Bajo la misma piel del productor Carlos Moreno.
En 2005, participó en la telenovela Piel de otoño donde comparte créditos con Laura Flores.
En 2007 formó parte del elenco de Una familia de diez interpretando a 'La Nena', en el cual hace el papel de ayudante de maestra de kinder y en el cual en un capítulo cambia de papeles con Martina (Mariana Botas).
En 2008 se integró a la telenovela Las tontas no van al cielo dando vida a 'Soledad', bajo la producción de Rosy Ocampo.
En 2009 participó en la telenovela Verano de amor en donde daba vida al personaje de Sandra Palacios enamorada del personaje de Mark Tacher y en ese mismo año participa en la exitosa temporada de teatro de El Diario de Ana Frank por Ocesa.
En 2011 obtuvo su primer papel antagónico en la telenovela Ni contigo ni sin ti en la que dio vida a Fabiola la villana de la historia. Ese mismo año, fue participé del vídeo oficial de ¡Corre! de Jesse y Joy. 
En el 2012 se integró al elenco de Porque el amor manda en el papel de Aída.
Es esposa del productor Pedro Ortiz de Pinedo y es hermana de los también actores José María Torre y Fátima Torre, padeció cáncer de mama un año 4 meses. 

## Filmografía

### Telenovelas
- 2022, Por siempre tuyo Catalina Noriega
- 2018, Por amar sin ley Nuria Guzmán
- 2017-2018, Las malcriadas Brenda
- 2012-2013, Porque el amor manda  como Aída Bianchi
- 2012, Por ella soy Eva Amante de Juan Carlos
- 2011, Ni contigo ni sin ti  Fabiola Escalante de Rivas
- 2009, Verano de amor Sandra Palacios
- 2008, Las tontas no van al cielo Soledad Palacios de De la Parra
- 2007-2008, Al diablo con los guapos Soledad
- 2005, Piel de otoño Gabriela "Gaby" Gutiérrez Ruiz
- 2003-2004, Bajo la misma piel Roberta Barraza
- 2001, Sin pecado concebido Arcelia Guizar Albán
- 2000, Mi destino eres tú Magdalena "Magda" Sánchez Fernández
- 1999-2000, DKDA: Sueños de juventud Laura Martínez #2
- 1998-1999, El privilegio de amar Alejandra
- 1997-1998, Salud, dinero y amor Adriana Rivas Cacho
- 1997, María Isabel Amiga de Gloria
- 1994, Agujetas de color de rosa Niña
- 1989, Un rostro en mi pasado  - Mariela Vidal (niña)

### Televisión
- 2007, Una familia de diez (2019-presente)- Lucila Martínez "La Nena"
- 2008, La rosa de Guadalupe
- 2009, Los simuladores: Segunda temporada - episodio "Workaholic"
- 2010, Mujeres asesinas Maestra (episodio: María Fanática)
- 2013,   Durmiendo con mi jefe
- 2009, Hazme reír y serás millonario  programa de televisión Conductora
- Ciber Kids programa de televisión Conductora

### Cine
- 2011, Amor es Geo Lola

### Teatro
- 2016, Zona caco [4]
- 2015, La familia de diez [5]
- 2012, La madriguera [6]
- 2011, Perverso [7]
- 2009, El diario de Ana Frank [8]

### Videoclip
- 2011, Jesse & Joy - ¡corre!